# 신의 작은 토지
《신의 작은 토지》(God’s Little Acre)는 콜드웰의 1933년 장편소설이다. 백인 빈농(貧農)의 사욕(私欲)과 성본능(性本能)을 노골적으로 묘사, 미국사회와 윤리를 비판했다. 종교에 열심인 타이 월덴은 농장 한쪽 구석의 작은 토지를 신에게 바치고 있으며 한편으로는 금광맥을 찾아 15년 동안 목화밭을 파 헤친다. 자식들은 자라고, 처참한 애욕행각을 전개시키고 있다. 성(性)과 유머가 이 작품의 어두운 이면을 지워버리고 있다. 6백만 부를 돌파한 초 베스트 셀러이다.